# Spacety
Die Tianyi-Akademie für Weltraumtechnologie GmbH (chinesisch 长沙天仪空间科技研究院有限公司, Pinyin Chángshā Tiānyí Kōngjiān Kējì Yánjiūyuàn Yǒuxiàn Gōngsī, deutsch: etwa „Himmlische Messgeräte“), auch bekannt unter der englischen Kurzbezeichnung Spacety, ist ein chinesischer Hersteller von Kleinsatelliten mit Hauptsitz in Changsha in der Provinz Hunan und einem zweiten Firmensitz in Luxemburg.
Bekanntestes Produkt der Firma sind Erdbeobachtungssatelliten mit Synthetic Aperture Radar, man stellt aber auch Technologieerprobungssatelliten her.

## Geschichte
Yang Feng (杨峰, auch bekannt als „Justin Feng“) wurde 1982 in Loudi, etwa 100 km südwestlich von Changsha geboren. Nach dem Vordiplom an der Universität für Luft- und Raumfahrt Peking ging er für ein Auslandsstudium nach Kanada. Nach seinem Abschluss und der Rückkehr nach China war er zunächst bei einer Firma als Sekretär tätig. Dies befriedigte ihn jedoch nicht, und so gründete er 2013 zusammen mit einigen Kommilitonen eine Softwarefirma, die allerdings im ersten Jahr ihres Bestehens keinerlei Einnahmen zu verzeichnen hatte. Durch Vermittlung eines weiteren Mitstudenten erlangte die Firma 2014 schließlich einen von der Hauptentwicklungsabteilung der Chinesischen Akademie für Weltraumtechnologie vergebenen Auftrag zur Entwicklung eines Programms, was den unmittelbar bevorstehenden Bankrott abwendete.
Zu jener Zeit lernte er den Maschinenbauingenieur Ren Weijia (任维佳) kennen, geboren 1977 in Xi’an.
Ren Weijia hatte von September 1994 (also mit 17 Jahren) bis März 2002 an der Tsinghua-Universität studiert. Nach dem Erwerb des Ingenieurdiploms war er ab März 2002 zunächst als Assistent, später dann als leitender Ingenieur am Zentrum für Projekte und Technologien zur Nutzung des Weltalls tätig, einer Einrichtung  der Chinesischen Akademie der Wissenschaften, die für die langfristige Planung, Konstruktion, Prüfung und Betreuung der Nutzlasten des bemannten Raumfahrtprogramms der Volksrepublik China zuständig ist. Dort war er an den Missionen Shenzhou 5 bis Shenzhou 8, den beiden Tiangong-Raumlabors und den Vorarbeiten für die Chinesische Raumstation beteiligt.
Parallel zu seiner Tätigkeit am Zentrum absolvierte Ren Weijia ab September 2003 ein Promotionsstudium an der damaligen Graduiertenschule der Chinesischen Akademie der Wissenschaften, das er im Juli 2008 erfolgreich abschloss. Außerdem war er von August 2011 bis August 2012 als Gastwissenschaftler an der University of Southampton in England.
2014 kam Ren Weijia mit dem Konzept der strukturierten Finanzierung in Kontakt. Damals wurde die Technologie für Kleinsatelliten immer ausgereifter, im Oktober 2014 wurde das Shanghaier Ingenieurbüro für Mikrosatelliten (SECM) als Versuchseinrichtung in das Nationale Innovationssystem aufgenommen. Am 26. November 2014 veröffentlichte der Staatsrat der Volksrepublik China die „Provisorischen Leitlinien bezüglich innovativer Methoden der Ermutigung von Investitionen aus der Zivilgesellschaft in wichtige Bereiche“ (关于创新重点领域投融资机制鼓励社会投资的指导意见).
Unter Verwendung von Schlagworten wie „öffentlich-private Partnerschaft“ wurde dort in Abschnitt 7 gefordert, man müsse private Kapitalgeber dazu ermutigen, in den Aufbau einer zivilen Weltraum-Infrastruktur mit kommerziellen Kommunikations- und Fernerkundungssatelliten, den hierfür nötigen Trägerraketen sowie der Verwertung der Daten zu investieren.
Am 26. Oktober 2015, gegen Ende des 12. Fünfjahresplans (2011–2015), wurde dann von der Staatlichen Kommission für Entwicklung und Reform zusammen mit dem Finanzministerium der Volksrepublik China und der Nationalen Behörde für Wissenschaft, Technik und Industrie in der Landesverteidigung mit Zustimmung des Staatsrats das „Nationale Programm für die mittel- und langfristige Entwicklung der zivilen Weltraum-Infrastruktur (2015–2025)“ (《国家民用空间基础设施中长期发展规划(2015-2025年)》) verabschiedet. Um eine geordnete, aber möglichste breite kommerzielle Nutzung des Weltalls zu ermöglichen, sollten neben Navigations- und Kommunikationssatelliten als dritter Bereich auch Fernerkundungssatelliten gefördert werden. Bis zum Ende des 14. Fünfjahresplans im Jahr 2025 sollte ein bedarfsgesteuerter, sich selbst finanzierender und international konkurrenzfähiger Dienstleistungssektor entstehen.
Daraufhin beschlossen Yang Feng und Ren Weijia, die seit 2014 über einen derartigen Schritt nachgedacht hatten, auf dem Feld der kommerziellen Erdbeobachtungssatelliten aktiv zu werden. Sie sammelten rund 30 Mitarbeiter um sich. Auf Einladung der Provinzregierung von Hunan, die Investitionen anlocken wollte, kauften sie sich am 21. Januar 2016 in die Hunaner Tianyi Weltraumtechnologie GmbH (湖南天仪空间科技有限公司) ein, eine seit dem 18. Mai 2015 existierende Firma in Changsha.
Die Rechtsform wurde zu einem Beschränkten Partnerschaftsunternehmen (有限合伙企业) geändert, der chinesischen Entsprechung zur deutschen Kommanditgesellschaft, der Firmenname in „Changsha Tianyi Unternehmensverwaltung KG“ (长沙天仪企业管理合伙企业). Am 14. April 2016 konnte mit der Pekinger UCAS Technologie GmbH (北京国科环宇空间技术有限公司), einer Ausgründung der Chinesischen Akademie der Wissenschaften und mittlerweile eine Aktiengesellschaft mit beschränkter Haftung, ein finanzstarker Investor gefunden werden.
Am 12. Juli 2016 brachten Northern Light (北极光创投), eine auf Technologie-Unternehmen spezialisierte Wagniskapitalgesellschaft, sowie acht neu aufgenommene Gesellschafter weiteres Geld in die Firma, das Stammkapital wurde von 5 Millionen auf 6,46 Millionen Yuan erhöht.
Als eigentlicher Kern der Firma wurde die Tianyi-Akademie unter der Leitung von Ren Weijia gegründet, die nicht nur über Werkstätten, sondern auch Einrichtungen zum Testen von Komponenten unter Weltraumbedingungen (Vakuum, Kälte etc.) besaß. Während in Staatsfirmen wie der Akademie für Weltraumtechnologie die Entwicklung eines Satelliten etwa fünf Jahre dauert, verlegte man sich bei Tianyi auf einfacher zu konstruierende Cubesats. Im Oktober 2016, nur zehn Monate nach der Gründung der Firma, war mit TY-6U der erste Satellitenbus fertiggestellt, am 9. November 2016 wurde der auf diesem Bus beruhende Technologieerprobungssatellit Xiaoxiang 1 (潇湘一号, eine alte Bezeichnung für die Provinz Hunan) mit einer Trägerrakete vom Typ Langer Marsch 11 zusammen mit anderen Nutzlasten vom Kosmodrom Jiuquan in eine 500 km hohe sonnensynchrone Umlaufbahn gebracht. Der 8 kg schwere Satellit verfügte über zwei ausklappbare Solarmodule und eine Kamera, die mit einem hier getesteten Stabilisierungssystem präzise ausgerichtet werden konnte.
Der zweite Satellit der Firma, DIDO 2, in China bekannt als Chen Jiayong 1 (陈家镛一号, ein Pionier der Hydrometallurgie), war bereits eine Auftragsarbeit. Für die israelisch-schweizerische Firma SpacePharma wurde ein 4 kg schwerer 3U-Cubesat gebaut, in dem ein vom Institut für Verfahrenstechnik (中国科学院过程工程研究所) und dem Institut für Mechanik der Chinesischen Akademie der Wissenschaften entwickeltes Kleinlabor für Experimente zu Mehrphasenströmung und Stoffaustausch untergebracht war. Am 15. Februar 2017 wurde DIDO 2 zusammen mit 103 weiteren Satelliten mit einer indischen PSLV-XL vom Satish Dhawan Space Centre auf der Insel Sriharikota in eine um 97,5° zum Äquator geneigte Polarbahn von 496 × 508 km gebracht.
Nach der Hereinnahme weiterer Gesellschafter und einer Kapitalerhöhung auf 8,3 Millionen Yuan am 27. April 2017 wurde am 19. Januar 2018, wieder mit einer Trägerrakete vom Typ Langer Marsch 11, der zweite, mehr oder weniger baugleiche Experimentalsatellit Xiaoxiang 2 gestartet. Die beiden ausklappbaren Solarmodule waren bei diesem Satelliten jedoch anders gestaltet und lieferten mehr elektrische Leistung.
Im Juli 2017 fanden zwei weitere Kapitalerhöhungsrunden statt – nun betrug das Stammkapital 11,74 Millionen Yuan – dann wurde am 17. November 2018 der Unternehmensgegenstand stark erweitert. Man befasste sich nun auch mit TT&C-Systemen und vor allem mit Erdbeobachtung und Kartografie.
Im Juli 2019 gründete die Firma mit der Spacety Luxembourg SA in Esch an der Alzette eine zweite Niederlassung. Die Bezeichnung „internationales Hauptquartier“ in der Eigendarstellung ist dabei übertrieben.
Es handelt sich um ein kleines Büro mit kaum 10 Angestellten, das als Ansprechpartner für internationale Kunden dient. Die Rechtsform der Niederlassung ist eine Société Anonyme, vergleichbar der Aktiengesellschaft in Deutschland. Das Stammkapital beträgt 30.000 Euro, die in Luxemburg vorgeschriebene Mindesteinlage.
Am 14. Juli 2021 fand schließlich die Umfirmierung der Muttergesellschaft auf die heutige Tianyi-Akademie für Weltraumtechnologie GmbH statt, das eingetragene Stammkapital beträgt seit dem 26. Januar 2022 etwas über 13 Millionen Yuan. Vorstandsvorsitzender ist Yang Feng, der mit 1,43 Millionen Yuan bzw. 10,96 % auch den zweitgrößten Geschäftsanteil hält. Ren Weijia, der als Technischer Direktor fungiert, hält mit 1,33 Millionen Yuan bzw. 10,19 % den viertgrößten Geschäftsanteil.

## Geschäftsbereiche

### SAR-Satelliten
Die Tianyi-Akademie stellt mit 86 Beschäftigten etwa 7 Satelliten pro Jahr her und erwirtschaftete damit im Jahr 2018 Einnahmen von 60 Millionen Yuan.
Stand 2022 ist die Firma primär auf dem Feld der Erdbeobachtung mittels Synthetic Aperture Radar (SAR) tätig. Sie hat sich dabei auf Kleinsatelliten mit einer Masse von unter 200 kg und einer garantierten Betriebsdauer von 5 Jahren spezialisiert, die mit einer Genauigkeit von 200 m auf das Ziel ausgerichtet werden können, eine Auflösung im Meterbereich liefern und die Daten bereits an Bord vorverarbeiten. Die Satelliten der Firma können in drei Modi arbeiten:
- Stripmap. Hierbei verläuft der beobachtete Geländestreifen (Schwad) parallel zur Flugrichtung des Satelliten. Dieser Modus ist für großflächige Kartografierungsaufgaben geeignet.
- Spotlight. Hierbei wird die Antenne während des Fluges so gedreht, dass sie für längere Zeit auf einen bestimmten Geländepunkt ausgerichtet ist. Dadurch wird eine höhere Auflösung erzielt, die beobachtbaren Geländeflecken schließen jedoch nicht nahtlos aneinander an, sondern es ergibt sich immer eine Lücke, die übersprungen werden muss.
- Scanning. Hierbei wird die Phased-Array-Antenne nicht geschwenkt, sondern der Radarstrahl elektronisch in der sogenannten „Entfernungsrichtung“, also senkrecht zur Flugrichtung ausgelenkt. Damit wird das Gelände in schmalen Streifen abgetastet. Durch Aneinanderfügen von parallelen Streifen kann die Schwadbreite erhöht werden, allerdings auf Kosten der Auflösung.

Derzeit stehen zwei Busse für SAR-Satelliten zur Verfügung:
|                            | TY-MINISAR-C              | TY-MINISAR-X              |
| -------------------------- | ------------------------- | ------------------------- |
| Band                       | C-Band                    | X-Band                    |
| Frequenz                   | 5,5 GHz                   | 9,6 GHz                   |
| Einfallswinkel             | 15° – 40°                 | 20° – 40°                 |
| Stromversorgung (Nutzlast) | 3 kW                      | 3,5 kW                    |
| Antennengröße              | 4,56 m × 0,8 m            | 4,8 m × 0,64 m            |
| Auflösung (Stripmap)       | 3 m @ 30 km               | 3 m @ 30 km               |
| Auflösung (Spotlight)      | 1 m × 0,5 m @ 5 km × 5 km | 0,5 m @ 5 km × 5 km       |
| Auflösung (Scanning)       | 20 m @ 70 km 10 m @ 50 km | 20 m @ 70 km 10 m @ 50 km |

Neben der Herstellung von Satelliten ist die Tianyi-Akademie aber auch zusammen mit der staatlichen China Electronics Technology Group Corporation (CETC) als Betreiberin der Tianxian-Konstellation (天仙星座 bzw. „Feenkonstellation“) tätig, die nach Fertigstellung aus 96 SAR-Satelliten (sowohl C- als auch X-Band) in verschiedenen Umlaufbahnen bestehen soll.
Hierbei arbeitet man neben der Akademie für integrierte Weltraum-Erde-Informationsnetzwerke der CETC sowie der CETC Bowei Elektronik GmbH vor allem mit dem 38. Forschungsinstitut der CETC in Hefei zusammen, das bereits 2020 das Radar für den SAR-Satelliten Haisi 1 (海丝一号, auch bekannt als HISEA-1) entwickelt und gebaut hatte.
Das Projekt ist Teil des Entwicklungsplans der Provinzregierung von Anhui für die weltraumbasierte Informationsindustrie (安徽省空天信息产业发展规划), der erste Satellit, Chaohu-1 (巢湖一号, ein See bei Hefei), wurde am 27. Februar 2022 beim Erstflug der boosterlosen Trägerrakete Langer Marsch 8A in eine sonnensynchrone Umlaufbahn gebracht.
Eine Woche nach dem Start wurden die ersten Bilder empfangen.

### Technologieerprobungssatelliten
Daneben stellt die Tianyi-Akademie aber auch Forschungs- und Technologieerprobungssatelliten her.
Besonders zu erwähnen ist hierbei der auf dem TY-6U-Bus basierende Xiaoxiang 1-07, der am 30. August 2019 vom Kosmodrom Jiuquan mit einer Trägerrakete vom Typ Kuaizhou-1A in eine sonnensynchrone Umlaufbahn von etwa 600 km Höhe gebracht wurde.
An dem Satelliten war ein vom Institut für Automatisierung der Chinesischen Akademie der Wissenschaften in Shenyang (中国科学院沈阳自动化研究所, kurz SIA) entwickeltes, 0,6 m² großes Sonnensegel befestigt, das SIASAIL-1, das in den folgenden vier Monaten erfolgreich aufgespannt wurde.
Seit 2019 arbeitet man mit dem französischen Start-up-Unternehmen ThrustMe aus Verrières-le-Buisson bei Paris zusammen.
ThrustMe befasst sich mit der Entwicklung von Ionenantrieben mit Iod als Stützmasse. Am 3. November 2019 wurde zunächst der auf dem TY-6U-Bus basierende Testsatellit Xiaoxiang 1-08 gestartet, bei dem die Technologien zur Speicherung, Förderung und Sublimation des bis 114 °C festen Iods erprobt wurden.
Am 6. November 2020 folgte  mit Beihang Kongshi 1 (北航空事卫星一号) der weltweit erste Satellit mit einem voll funktionstüchtigen Iodantrieb.
Der rund 20 kg schwere Satellit, bei dem erstmals der TY-12U-Bus zum Einsatz kam, wurde zusammen mit dem an der Universität für Luft- und Raumfahrt Peking angesiedelten Nationalen Schwerpunktlabor für Kommunikation, Navigation und Luftraumüberwachung sowie Flugverkehrsmanagement (国家空管新航行系统技术重点实验室) entwickelt und trägt eine entsprechende Nutzlast, die Entwicklung des Triebwerks wurde aus dem ARTES-Competitiveness & Growth-Programm der Europäischen Weltraumorganisation gefördert. Nach dem Start des Satelliten wurde der Antrieb über einen Zeitraum von vier Monaten erfolgreich im Orbit getestet.
Für Technologieerprobungssatelliten stehen zwei verschiedene Busse zur Verfügung. Beide sind für sonnensynchrone Umlaufbahnen zwischen 500 km  und 1000 km Höhe gedacht, im Inneren der Satelliten herrschen Temperaturen zwischen −10 °C und +30 °C. Für die Übertragung der Nutzlast-Daten zur Erde werden je nach Anforderung Geräte mit Datenübertragungsraten von 1 Mbit/s, 10 Mbit/s, 20 Mbit/s, 50 Mbit/s oder 100 Mbit/s eingebaut. Von der Erde aus können Daten mit einer Geschwindigkeit von 256 kbit/s oder 1 Mbit/s an die Nutzlasten übertragen werden.
|                         | TY-6U     | TY-12U      |
| ----------------------- | --------- | ----------- |
| Startmasse              | 8 - 10 kg | 18 – 20 kg  |
| Nutzlastgewicht         | 4 - 6 kg  | 8 – 12 kg   |
| Ausrichtungsgenauigkeit | 0,1°      | 0,05°       |
| Ausrichtungsstabilität  | 0,03°/s   | 0,01°/s     |
| Lebensdauer             | 1 Jahr    | 1 – 3 Jahre |

## Tochterunternehmen und Beteiligungen
Neben Beteiligungen an der Chaoyan Jike Lehrmittel für Naturwissenschaften GmbH in Peking (北京超验极客教育科技有限公司, 6 %) und der Nantong LaserFleet Weltraumtechnologie GmbH in Shenzhen (南通航星光网空间技术有限公司, 7,36 %), wo Yang Feng im Vorstand vertreten ist, besitzt die Tianyi-Akademie folgende Tochterunternehmen:
- Tianyi Weltraumtechnologie GmbH, Mianyang (绵阳天仪空间科技有限公司)
- Hunaner Raumfahrttechnologie GmbH, Changsha (湖南航星瀚宇空间科技有限公司)[47]
- Tianyi Weltraumtechnologie GmbH, Peking (北京天仪空间科技有限公司)[15]